# 652

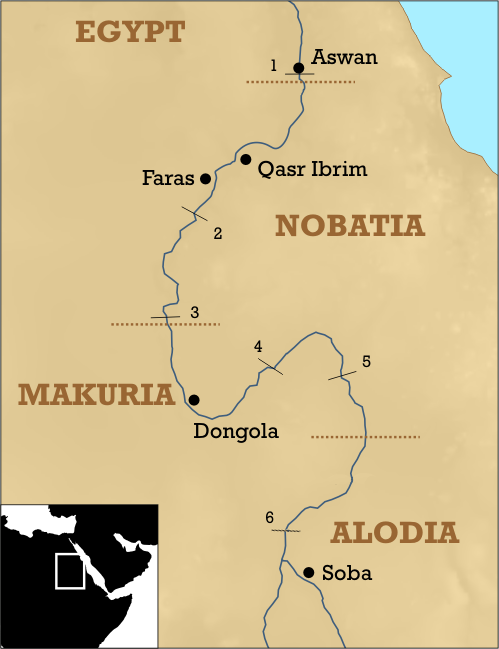
Koninkrijk Makuria (huidige Soedan)

Het jaar 652 is het 52e jaar in de 7e eeuw volgens de christelijke jaartelling.

## Gebeurtenissen

### Byzantijnse Rijk
- Keizer Constans II brengt Armenië tijdelijk weer onder de Byzantijnse invloedssfeer. Hij probeert tevergeefs Egypte te heroveren op de moslims. De Byzantijnse vloot wordt bij Alexandrië aan de kust door de Arabieren vernietigd.

### Europa
- Koning Rothari van de Longobarden overlijdt na een regeerperiode van 16 jaar en wordt opgevolgd door zijn zoon Rodoald. Hij consolideert het gebied in Ligurië (Noord-Italië) en sluit een wapenstilstand met het Byzantijnse Rijk.
- Arabische piraten voeren een plunderveldtocht op het eiland Sicilië. De kustdorpen worden verwoest en vele inwoners worden gedood of tot slaaf gemaakt. (waarschijnlijke datum)

### Afrika
- De Arabieren vestigen een handelsroute vanuit de hoofdstad Dongola van het koninkrijk Makuria (huidige Soedan). Volgens bronnen begint hiermee de Arabische slavenhandel in Afrika.

### Azië
- De heiligdommen in Ise, op het eiland Honshu (Japan), worden gebouwd ter ere van de Shinto-goden. Amaterasu, stammoeder van de keizerlijke familie, heerst over de rijst- en graanteelt. (waarschijnlijke datum)
- De Grote Wilde Ganzen-pagode in de hoofdstad Chang'an (China) wordt tijdens de Tang-dynastie voltooid.

## Geboren
- Dagobert II, koning van Austrasië (waarschijnlijke datum)
- Chlotharius III, koning van Neustrië (overleden 673)
- Constantijn IV, keizer van het Byzantijnse Rijk (overleden 685)

## Overleden
- Abd al-Rahman ibn Awf, metgezel van Mohammed
- Aboe Sufyan (91), vroeg-islamitisch leider
- Adalbald van Ostrevant, Frankisch edelman (waarschijnlijke datum)
- Emmeramus, bisschop van Regensburg (waarschijnlijke datum)
- Ida van Nijvel, echtgenote van Pepijn van Landen
- Rothari (46), koning van de Longobarden